# Loncopué
Loncopué est une ville d'Argentine située dans la province de Neuquén. Elle est le chef-lieu du département homonyme.

## Population
La ville comptait 4.266 habitants en 2001, ce qui représentait une hausse de 39,2 % par rapport aux 3.064 de 1991.